# Alternerande serie
En alternerade serie är i matematiken en serie där termerna växlar tecken:
{\displaystyle \sum _{n=1}^{\infty }(-1)^{n}a_{n}.}
En sådan serie är konvergent om och endast om dess termer konvergerar mot 0 monotont (Leibniz kriterium). Ett tillräckligt villkor för att en alternerande serie ska konvergera är att den är absolutkonvergent.
Ett exempel på en konvergerande alternerande serie är:
{\displaystyle \sum _{n=1}^{\infty }{\frac {(-1)^{n}}{n}}.}
Dock är den inte absolutkonvergent, ty serien:
{\displaystyle \sum _{n=1}^{\infty }{\frac {1}{n}}}
divergerar.